# Asparagopsis armata
Asparagopsis armata Harv., 1855 é uma espécie de alga vermelha modal que apresenta a particularidade de ter ramos modificados em espinhos (vindo por aí a sua designação específica). A espécie encontra-se amplamente distribuída pelo oceano Atlântico. 

## Decrição

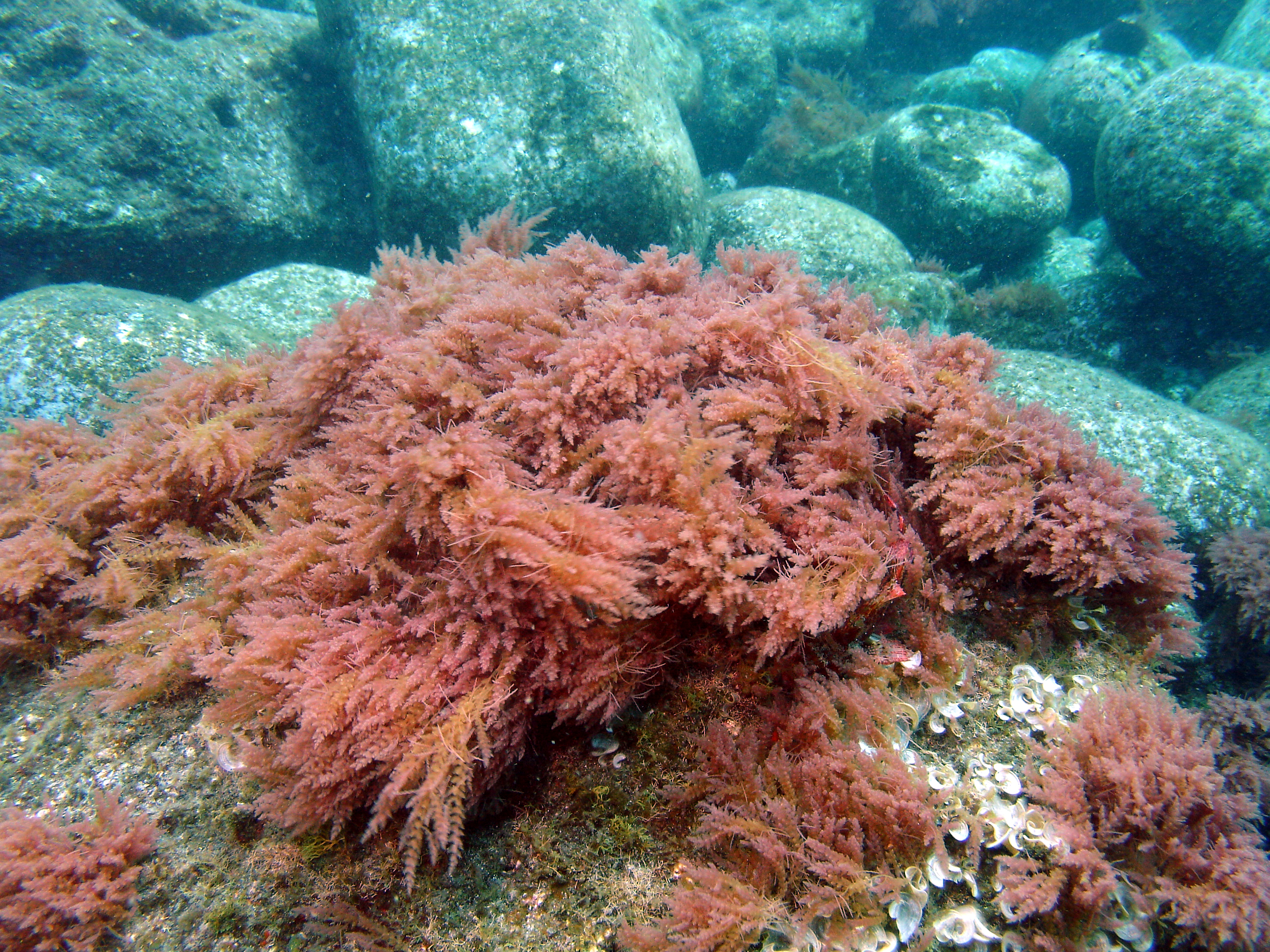
Foto de um exemplar de asparagopsis armata.

No arquipélago dos Açores estas algas atingem 15 centímetros de comprimento total e são muito abundantes nos locais submersos de pouca profundidade, subindo com frequência até ao limite inferior da zona entremarés.  
o ciclo de vida desta alga apresenta duas fases dotadas de morfologia tão distinta que foram identificadas como duas espécies distintas. Ao tetraesporófito foi atribuído o nome científico Falkenbergia rufolanosa (Harvey) F.Schmitz, constituíndo actualmente um sinónimo taxonómico e holótipo da espécie. 
O gametófito destas algas ocorre a partir do mês de Junho ou Julho, por vezes em Agosto ou mesmo Setembro, conforme a sua distribuição por águas mais ou menos quentes. Apresentam uma coloração que vai do vermelho pálido ao vermelho mais vivo. Apresentam um eixo cilíndrico com cerca de 1 milímetro de largura por cerca de 200 milímetros de comprimento. É irregularmente ramificada, com geralmente 4 linhas de ramificações simples. Ocorre geralmente em associação com a alface-do-mar (Ulva spp.).